# Vändra (Stadt)
Vändra (estnisch: Vändra alev) ist ein estnischer Ort in der Landgemeinde Põhja-Pärnumaa im Kreis Pärnu mit einer Fläche von 3,2 km². Die Einwohnerzahl beträgt 2161 (1. Januar 2017). Bis 2017 bildete sie eine eigenständige Gemeinde (Vändra alevvald).

## Name
Der deutsche Name der Stadt ist Fennern. Auf Russisch wurde vor der Revolution der deutsche Name benutzt (Феннерн), später dann der estnische (Вяндра).

## Geografie
Die Stadt war von der gleichnamigen Landgemeinde Vändra umgeben.

## Persönlichkeiten
- Johann Voldemar Jannsen (1819–1890), Publizist, Herausgeber von Volksliedsammlungen, Texter der Nationalhymne
- Karl von Ditmar (1822–1892), Erforscher der Halbinsel Kamtschatka
- Lydia Koidula (1843–1886), Lyrikerin und Dramatikerin
- Alar Laneman (* 1962), Politiker und General
- Erki Tammiksaar (* 1969), Wissenschaftshistoriker
- Reelika Turi (* 1989), Fußballschiedsrichterin